# 이치주의
이치주의(네덜란드어: Ietsisme, 네덜란드어: [itsˈɪsmə])는 불확실한 초월적 존재에 대한 불특정 신념을 말한다. Ietsisme(이치즘)라는 단어는 '세상의 너머에 정의되지 않은 무언가가 있어야 하며 알 수 있거나 증명될 수 있는 것이 있어야 한다'고 내적으로 의심하거나 실제로 믿는 사람들이 갖고 있는 다양한 믿음들을 총괄하는 네덜란드어이다. 그러나 이 믿음은 특정한 종교에서 제공하는 신의 본질에 대한 확고한 견해를 받아들이는 것을 거부한다. 이 단어를 대체할 수 있는 용어로는 불가지론적 유신론(agnostic theism), 절충주의, 이신론, 종교적이지 않은 영혼(spiritual but not religious) 등이 있다.

## 같이 보기
- 이신론
- 무종교
- 알지못하는 신